# 레오 리오니
레오 리오니(Leo Lionni, 1910년 5월 5일 ~ 1999년 10월 11일)는 네덜란드 암스테르담에서 태어난 네덜란드의 동화작가이자 일러스트레이터이다.

## 생애
1910년 5월 5일 네덜란드의 암스테르담에서 태어나 1999년 10월 11일에 사망하였다. 다이아몬드 세공사였던 아버지가 공인회계사가 되면서 암스테르담 중상류층 동네로 이사하였다. 이사를 통해 릭스 미술관, 스테델릭 미술관 근처의 더 나은 환경에서 살게 된다. 그 후에 가족들이 모두 미국으로 갈 때 리오니는 벨기에 브뤼셀의 할아버지 집에서 살게 되었다. 그 후 미국에서도 1년 동안 생활하게 되어 네덜란드 어, 영어, 불어, 독일어 등 4개 국어를 할 수 있게 되었다. 그는 다시 가족과 함께 이탈리아 제노바로 이사하였는데, 이탈리아에서의 생활이 리오니의 인생에 큰 영향을 끼쳤다.
리오니는 자연주의 교육의 영향으로 리오니는 미술과 자연 공부에 중점을 둔 초등교육과 예술적인 가정 분위기에서 자랐다. 건축가이며 도안가였던 외삼촌 피예트와 현대미술품을 소장한 이모부 르네의 영향으로 현대 미술에 대한 안목을 키웠다. 미술 애호가였던 뷜렘 작은 할아버지는 당시 현대 작가이자 신인들인 화가들의 작품을 소장하여 친척집에 분산 보관하였는데, 리오니의 집에는 샤갈의 ‘바이올린 켜는 사람’이 걸려 있었다. 후에 리오니는 “아마도 그 그림은 내가 글을 쓰고, 그림을 그리고 상상했던 모든 이야기의 비밀 탄생지였을 것”이라고 회고하였다.
리오니는 1931년에 노라 마피와 결혼하여 두 아들을 두었다. 1935년 제노바 대학에서 다이아몬드 산업에 관한 논문으로 경제학 박사학위를 취득했으나, 1939년 29세의 미국으로 이민을 가서 광고회사에서 상업 디자인 일을 시작하였다. 그는 화가, 조각가, 사진작가, 그래픽 디자이너, 아트 디렉터로 성공하였으며, 1959년에야 그림책 작가 및 일러스트레이터로 일을 시작하였다. 손자들을 위해 즉흥적으로 잡지를 찢어 가본으로 만들었던 그의 첫 그림책 《파랑이와 노랑이 Little Blue and Little Yellow》(1959)는 <뉴욕타임스> 최고 그림책상을 받았다.
리오니는 그림책 작업을 늦게 시작했지만, “내가 일생 동안 한 여러 가지 일 중에 그림책보다 내게 더 큰 만족을 준 것은 없다”고 했으며 “어린이책을 쓰기 위해서는 어린이가 되어야 한다고 하지만, 나는 그 반대로 어린이책을 쓸 때 한 걸음 떨어져 어린이를 어른의 관점에서 보아야 한다고 생각한다”란 말을 하기도 했다.

## 작품
글/ 그림에 참여한 작품
- (1959) «파랑이와 노랑이 Little Blue and Little Yellow»

- (1960) «한치 한치(꿈틀꿈틀 자벌레) Inch by Inch»

- (1961) «On My Beach There Are Many Pebbles»

- (1963) «으뜸 헤엄이 Swimmy»

- (1964) «티코의 황금날개 Tico and the Golden Wings»

- (1967) «프레드릭 Frederick»

- (1968) «알파벳 나무 The Alphabet Tree»

- (1968) «세상에서 가장 큰 집 The Biggest House in the World»

- (1969) «새앙쥐와 태엽쥐 Alexander and the Wind-Up Mouse»

- (1970) «물고기는 물고기야! Fish is Fish»

- (1971) «Theodore and the Talking Mushroom»

- (1973) «초록꼬리 The Greentail Mouse»

- (1975) «In the Rabbitgarden»

- (1975) «저마다 제 색깔 A Colour of His own»

- (1975) «작은 조각 Pezzettino»

- (1977) «A Flea Story: I Want to Stay Here! I Want to Go There!»

- (1979) «Geraldine, the Music Mouse»

- (1982) «토끼가 된 토끼 Let's Make Rabbits: A Fable»

- (1983) «서서 걷는 악어 우뚝이 Cornelius»

- (1983) «『PICTURES TO TALK ABOUT』SERIES»

- (1985) «『COLORS, LETTERS, NUMBERS, AND WORDS TO TALK ABOUT』SERIES»

- (1985) «Frederick's Fable: A Leo Lionni Treasury of Favorite Stories»

- (1986) «내 거야! It's Mine!»

- (1987) «Nicholas, Where have You Been?»

- (1988) «여섯마리 까마귀 Six Crows»

- (1989) «Tillie and the Wall»

- (1989) «Frederick and His Friends»

- (1991) «그리미의 꿈 Matthew's Dream»

- (1992) «한 해 열두 달 A Busy Year»

카세트테이프
- 지울 리오지아니니가 일러스트한《레오 리오니의 동물 우화 5편 Five Lionni Classics》(1986)

- 한나 솔로만이 일러스트한 《mouse Days: A Book of Season》(1981)

- 나오미 루이스가 일러스트한 《Come With Us》(1982)

## 작품 특징
- 모든 작품의 글과 그림을 본인이 함.
- 대부분의 등장인물은 의인화된 동물.

## 글의 특징
·«프레드릭» «티코와 항금날개» «으뜸 헤엄이» «서서 걷는 악어 우뚝이» : 자아에 대한 추구, 자신의 정체성
·«새앙쥐와 태엽쥐» : 개인의 선택권 연습
·«내 거야!» : 더불어 사는 사회 속의 나, 휴머니즘

## 그림의 특징
·콜라주 기법(종이를 오리거나 찢음) : «파랑이와 노랑이»
·콜라주+다양한 매체 사용 : «프레드릭»
·수채화+콜라주 : «새앙쥐와 태엽쥐»
·수채화+물고기 도장 : «으뜸 헤엄이»
·파스텔+색연필화 : «세상에서 가장 큰 집»
·연필 드로잉+콜라주 : «토끼가 된 토끼»
·색연필 드로잉+수채화 : «물고기는 물고기야!» 

## 수상 경력
- «파랑이와 노랑이 Little Blue and Little Yellow» (1959)

–뉴욕 타임즈 최고 그림책상(New York Times Best Illustrated Award, 1959)
- «한치 한치 Inch by Inch» (1960)

–칼데콧 명예상(Caldecott Honor Book, 1960)
–Lewis Carroll shelf Award(1962)
–독일 어린이 책상(German Children’s Book Prize, 1963)
- «으뜸 헤엄이 Swimmy» (1963)

–뉴욕 타임즈 최고 그림책상(New York Times Best Illustrated Award, 1959)
–칼데콧 상(Caldecott Medal, 1964)
–미국 도서관협회 우수 도서 추천(American Library Association Notable Book citation, 1964)
–독일 정부 그림책상(German Government Illustrated Book Award, 1965)
–브라티슬라바 비엔날레 황금 사과상(Bratislava Biennale Golden Apple, 1967)
- «새앙쥐와 태엽쥐 Alexander and Wind-up Mouse» (1969) : 칼데콧 명예상(Caldecott Honor Book, 1970)

–크리스토퍼 도서상(Cristopher Book Award, 1970. 아동 부분에서 처음)
–미국 도서관협회 우수 도서로 추천(American Library Association Notable Book citation, 1970)
- «Frederick’s Fable : A Leo Lionni Treasury of Favorite Stories» (1958)

–뉴욕 타임즈 최그 그림책상(New York Times Best Illustrated Award, 1967)
–칼데콧 명예상(Caldecott Honor Book, 1968)
–미국 도서관협회 우수 도서로 추천((American Library Association Notable Book citation. 1968)
- 《레오 리오니의 동물 우화 5편 Five Lionni Classics》(1986)

-American Film and Video Festival(1988)

## 참고 자료
- <<그림책의 이해1>> / 현은자, 김세희 / 사계절
- <<환상 그림책으로의 여행>> / 한국어린이문학교육연구회
- <<그림책과 작가이야기>> / 서남희 / 열린어린이